# Neúplná rodina
Neúplná rodina je typ rodiny, ve které dochází k výchově dítěte či dětí bez přítomnosti jednoho z rodičů. Liší se tak od úplné (jádrové) rodiny (ta se skládá z muže, ženy a jejich dítěte/dětí a je stále považována za přirozenou a převládající formu rodiny). Český statistický úřad označuje tento druh soužití jako tzv. faktické manželství a řadí ho mezi rodiny úplné.
Neúplná rodina je většinou označována za negativní jev. Počet neúplných rodin v České republice stoupá a to především z důvodu narůstající rozvodovosti a poklesu sňatečnosti. Výchova dítěte v neúplné rodině se může pojit s řadou problémů (absence mužského/ženského vzoru, špatná ekonomická situace apod.).

## Příčiny vzniku neúplné rodiny
Důvodů přechodu z úplné rodiny na neúplnou je mnoho. Může tak dojít přirozenou cestou, jako například úmrtí jednoho z rodičů, zbývající partner se pak stává vdovou nebo vdovcem. Ovdovělé matky žijí s dětmi většinou ve vlastních bytech či domech, na rozdíl od rozvedených a svobodných žen, které jsou nuceny žít v nájmu. Ovdovění je chápáno jako zlomový přechod, pouze ve výjimečných případech se jedná o dlouhodobý proces (léčení nemoci). Může tak dojít i nepřirozenou cestou, jako například rozvod, který je z právního hlediska chápán jako právní zrušení manželství. V jiných kulturách manželství končí i odchodem jednoho z partnerů. Případně rodina nikdy nevznikla (tzn. rodiče se rozešli před svatbou) a rodič, který se o dítě stará, se nazývá svobodný rodič.
Ivo Možný uvádí i další důvody ukončení nebo dlouhodobého přerušení (dočasného ukončení) rodiny:
1. Opuštění rodiny jedním z partnerů.
2. Rodina vyprázdněné skořápky (empty shell family): jedná se o stav, kdy spolu partneři sice sdílejí obydlí, ale chybí emocionální podpora, nekomunikují spolu a spolupracují jen v nejnutnějších záležitostech.
3. Dlouhodobá absence jednoho z partnerů: k této situaci dochází z důvodu pobytu ve vězení, dlouhodobého pobytu v cizině, služby v armádě, emigraci apod. Daný partner není přítomen a nemůže plnit funkce, které by běžně vykonával.
4. Zánik některé z funkcí manželství: příčinou může být fyzická, emocionální nebo mentální patologie jednoho z partnerů.[7]

## Důsledky výchovy v neúplné rodině
Výchova dítěte v neúplné rodině je považována za sociální problém, dochází k narušení funkcí rodiny a společnost na to dostatečně nereaguje. Může dojít k ekonomickým problémům, kdy finanční prostředky opatřené jedním rodičem nedostačují, chybí vzor jednoho z rodičů (mužský/ženský). Dítě v neúplné rodině nemusí zažívat pocit pohody (well-being). U dětí z neúplných rodin nastává velká pravděpodobnost, že v dospělosti vytvoří také neúplnou rodinu.

## Domácnost vedená osamělým rodičem
Rodiny s jedním rodičem se v rozvinutých zemích během posledních desetiletí objevují stále častěji. Nejvyšší podíl takovýchto domácností najdeme v USA (31 %) a na Novém Zélandu (29 %). Naopak nejmenší podíl tvoří tyto rodiny v Řecku (6,7 %), Španělsku (7,1 %) a Japonsku (8 %).
Jelikož dítě bývá po rozvodu většinou svěřeno do péče matky, utváří domácnost vedenou osamělým rodičem nejčastěji matka s dítětem. V průměru patří tyto rodiny k nejchudším skupinám.
60 % všech domácností s jedním rodičem tvoří případy, k nimž došlo z důvodu odloučení, nebo rozvodu. Jev osamělých rodičů je tedy většinou nedobrovolný, výjimky utvářejí pouze emancipované ženy, které mají dostatek finančních prostředků pro plné zajištění domácnosti.
Studie The Millennium Cohort Study zjistila, že u mladších žen je vyšší pravděpodobnost, že se stanou osamělými matkami, a že čím vyšší je vzdělání žen, tím roste pravděpodobnost, že budou mít dítě v rámci manželství. Další statistika říká, že děti neprovdaných matek mají nižší průměrnou porodní hmotnost a větší míru mrtvorozenosti než děti matek vdaných: ukazuje to na jejich horší zdravotní návyky a celkově rizikový životní styl.
Hranice tohoto typu rodičovství jsou pro účely sociální politiky obtížně definovatelné, protože k rodinám s jedním dítětem a ven z nich vedou velmi různorodé “cesty”.

## Fenomén chybějícího otce
Jedná se o situaci, kdy v rodině chybí otec. Jev chybějícího otce dosáhl svého rozmachu ve 30. až 70. letech 20. století. Během druhé světové války byla většina otců nasazena ve válce. Po jejím ukončení otcové naopak pracovali dlouho do noci, aby zajistili svou rodinu. Otcové se postupně odcizovali od svých rodin, ze kterých se po většinu času stávaly rodiny neúplné.
V moderní společnosti 21. století se význam „chybějícího otce“ změnil. V důsledku stoupající rozvodovosti se otec, pokud mu není dítě svěřeno, se svými dětmi vídá buď velmi zřídka, a nebo nejčastěji vůbec.
Podle Anthonyho Giddense je důsledkem tohoto fenoménu několik jevů. Od rostoucí kriminality přes šíření požadavků na sociální dávky až po neschopnost chlapců, vyrůstajících v rodině bez otce, v budoucnu zvládnout výchovu vlastních dětí. Chybějící autorita, ke které by se mohly děti v případě potřeby obrátit, může být pro správný vývoj dítěte osudná. Někteří odborníci ale této argumentaci odporují s tím, že nezáleží, zda je otec součástí rodiny, ale na tom, jestli se jako takový chová – jinými slovy nejde o složení domácnosti, ale o kvalitu péče, pozornosti a podpory, kterou děti dostávají.

## Alternativní formy rodinného soužití
Komuny – rodiny jsou složené z několika dospělých a jejich dětí. Většinou jsou založeny na náboženském nebo ekonomickém základu.
Osamělé rodičovství – může se jednat o osamělou matku s dítětem, rodinu rozpadlou rozvodem nebo úmrtí jednoho rodiče. Často se mohou objevovat finanční nebo výchovné problémy.
Rekonstruované rodiny – nejčastěji vznikají přidáním jednoho partnera do jiné nukleární rodiny. Někdy má nový partner i své děti, které přechází do nové rodiny společně s ním nebo o ně již rodič nepečuje. Rodinu mohou ovlivňovat děti obou partnerů nebo jejich bývalí partneři.
Vícegenerační rodina – jedná se o soužití více generací v jednom domě. Neúplné rodiny častěji než jiné žijí společně s další rodinou v jednom bytě, převážně u rodičů. Je možné tedy mluvit o určité mezigenerační solidaritě. Matky pomáhají svým dcerám, ze kterých se staly osamělé matky, především v oblastech společného bydlení a hospodaření v ekonomické tísni. Pokud jsou samy matky rozvedené, vzniká subkultura rodin spravovaná ženami v několika generacích. Dcery, které v takových rodinách vyrůstají, se nadále socializují do tohoto typu rodičovství a je u nich častější, že v budoucnu založí podobnou rodinu.

## Neúplná rodina v Česku
Neúplných rodin v Česku přibývá – jednak z důvodu růstu rozvodnosti, která se jako téměř v celé Evropě ustálila na vysokém počtu rozvodů. V současnosti se rozvede každý třetí sezdaný pár. Zároveň přispívá též klesající sňatečnost (děti se rodí mimo manželství).
Podíl domácností neúplných rodin se od roku 1961 do roku 2004 téměř zdvojnásobil, v neúplných domácnostech žije 15 % obyvatel ČR. V 85 % z nich stojí v čele žena, která je nejčastěji rozvedená, ale přibývá i svobodných matek. Neúplné rodiny často žijí v jednom bytě s jinou rodinou, převážně u rodičů. Je to výrazem mezigenerační solidarity, ale také relativní slabosti českého sociálního státu. Dcery, které v takovýchto rodinách vyrůstají mají tendenci zakládat rodiny podobné.
V neúplných rodinách žije v průměru méně dětí ve srovnání s úplnými rodinami. Nejčastěji je v těchto rodinách jedno závislé dítě, naopak 3 a více jich žije pouze v necelých 6 % neúplných rodin. Dvě děti jsou v necelé třetině neúplných rodin, což je téměř o 20 procentních bodů méně než v úplných rodinách. Zatímco tedy orientaci na dvoudětnou rodinu, typickou pro českou populaci [Šťastná, 2007], reprezentují spíše úplné manželské rodiny, neúplné rodiny (spolu s kohabitacemi) setrvávají častěji u jednoho dítěte, což je často dáno přerušenou reprodukční dráhou z důvodu ztráty druhého z partnerů.
Mladší z matek samoživitelek mají velmi často partnera, se kterým nebydlí. V Česku je toto druhá nejčastěji se vyskytující podoba partnerství bez soužití. Nevzniká většinou z volby zúčastněných, ale bytovou tísní.
Přes svou vzrůstající početnost je neúplná rodina nadále vnímána jako nouzové řešení. Tímto typem rodiny se zvyšuje různorodost českého rodinného života, ale pro většinovou populaci je okrajovým a často přechodným způsobem rodinného života.
| Rok  | Procento neúplných rodin |
| ---- | ------------------------ |
| 1961 | 7,8 %                    |
| 1970 | 8,8 %                    |
| 1980 | 8,4 %                    |
| 1991 | 10,7 %                   |
| 2001 | 13,5 %                   |

## Finanční a hmotná pomoc pro neúplné rodiny
- Přídavky na dítě
- Mimořádná okamžitá pomoc – žádá se na Úřadu práce, lze poskytnout částku až do výše 50 000 Kč na překlenutí náročného období žadatele, třeba při ztrátě zaměstnání nebo hrozící ztrátě bydlení (pokud zároveň nepobírá dávky na bydlení)
- Doplatek na bydlení, žádá se na Úřadu práce
- Potravinová banka
- Pomoc od neziskových organizací a organizací podporujících samoživitele – například Fandi mámám nebo Klub svobodných matek[15]
- Dárcovské platformy – nabízí možnost založit zdarma sbírku, která se nedaní – například Donio nebo Znesnáze21
- Nejrůznější platformy a facebookové skupiny, kde lidé nabízí věci (i třeba jídlo) zdarma za odvoz
- Vybrané sklady věcí pro pěstouny